# 나루코산

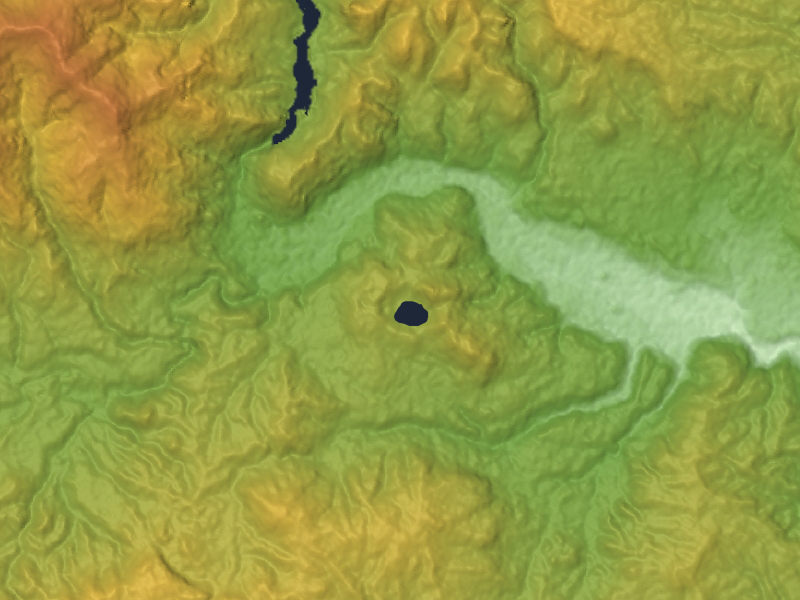

나루코산(일본어: 鳴子火山群)은 일본 미야기현 오사키시에 있는 활화산이다. 분화구를 중심으로 일부 용암 돔이 형성되어 있는 종상 화산의 형태를 하고 있으며, 정상에는 칼데라 호가 있다. 화산 주변에는 온천이 용출한다.